# Abdul Haris Nasution
 (février 2016).
Abdul Haris Nasution né à Kotanopan, Sumatra du Nord le 3 décembre 1918 et mort à Jakarta le 3 septembre 2000 est un militaire et homme politique indonésien qui occupa, à deux reprises, le poste de chef d'état major de l'armée de terre indonésienne. Il est le seul des sept généraux à avoir échappé à un enlèvement lors de ce que le régime de Soeharto a baptisé "mouvement du 30 septembre".

## Jeunesse
Nasution est né sur l'île de Sumatra le 3 décembre 1918, d'un père agriculteur, actif au sein du Sarekat Islam. Évoquant ses souvenirs d'enfance, Nasution rappelle qu'il prit rapidement goût à la lecture.
À la fin de ses études secondaires[réf. souhaitée] en 1935, Nasution pensait initialement s'orienter vers une carrière d'enseignant. Diplômé d'une école d'enseignement en 1938, il travailla à plusieurs reprises comme professeur à Bengkulu et Palembang. En 1942, il se tourna vers une carrière militaire en entrant dans une académie militaire[réf. souhaitée] du gouvernement colonial néerlandais à Bandung, Java occidental. Peu de temps après le Japon envahissait et occupait l'Indonésie. Durant cette période, Nasution resta à Bandung et occupa un poste de fonctionnaire.

## Lutte pourl'indépendance de l'Indonésie

### Commandant de la division Siliwangi
Après la déclaration d'indépendance de Soekarno et Hatta le 17 août 1945, Nasution rejoignit la toute jeune Tentara Keamanan Rakyat ou "armée de sécurité populaire", (TKR) et se voit confier le commandement régional de la Division Siliwangi, chargée de la sécurité à Java occidental en mai 1946.
À ce poste, Nasution développa la théorie de ce qui deviendra par la suite la doctrine de défense de l'armée indonésienne,.
En janvier 1948 les gouvernements indonésien et néerlandais signent l'accord du Renville. Par cet accord, les Indonésiens reconnaissent que les territoires occupés par les troupes néerlandaises appartiennent aux Pays-Bas[citation nécessaire]. Comme Java occidental fait partie de ces territoires, Nasution est obligé de déplacer la Division Siliwangi à Java central.

### Commandant adjoint du général Sudirman
L'année 1948 voit également Nasution être promu commandant adjoint de l'armée de sécurité populaire. Malgré son grade de colonel, cette nomination fait de Nasution le personnage le plus puissant de la TKR, juste derrière son commandant en chef, le populaire général Sudirman. En avril, il assiste ce dernier dans la réorganisation structurelle des troupes. En juin, lors d'une réunion des commandants, sa suggestion d'adopter une tactique de guérilla contre les néerlandais fut approuvée.
Même s'il n'est pas le commandant de la TKR, Nasution acquiert de l'expérience sur les tâches de commandant des forces armées en septembre 1948 lors de l'affaire de Madiun. Au cours de l'année, l'ancien Premier ministre Amir Sjarifuddin s'est aligné sur Musso du Parti communiste indonésien (PKI).
Lorsque la nouvelle de l'incident arrive au quartier général de la TKR à Yogyakarta, alors capitale de la République, les officiers de haut rang se réunissent. Sudirman est désireux d'éviter la violence et souhaitait que des négociations soient menées. Sudirman charge alors un certain lieutenant-colonel Soeharto, de négocier un accord avec les communistes. Après s'être rendu sur place, Soeharto revient auprès de Nasution et Sudirman et leur rapporte que tout semble paisible. Nasution ne croit pas ce rapport et Sudirman étant souffrant, c'est lui qui reçoit le commandement. Nasution choisit alors la répression, envoyant des troupes poursuivre les communistes et réprimer le soulèvement.
Le 30 septembre Madiun est reprise par les troupes républicaines de la division Siliwangi. Des milliers de cadres du parti sont exécutés et 36 000 membres sont emprisonnés. Parmi ceux exécutés, plusieurs dirigeants notamment Musso, tué le 31 octobre 1948, prétendument alors qu'il tentait de s'échapper de prison. D'autres dirigeant du PKI comme D. N. Aidit partent en exil en Chine.
Le 19 novembre 1948, les Néerlandais lancent une attaque victorieuse sur Yogyakarta et l'occupent. Nasution, ainsi que d'autres Commandants et leurs troupes, font retraite dans la campagne afin de mener une tactique de guérilla. Le président Soekarno et le vice-président Mohammad Hatta capturé par les Néerlandais, un "gouvernement d'urgence de la république d'Indonésie" (Pemerintah Darurat Republik Indonesia ou PDRI) est établi à Sumatra. Au sein de ce gouvernement intérimaire, Nasution occupe le poste de commandant militaire et territorial de Java.
Malgré la situation critique de 1948, l'offensive générale du 1er mars 1949 menée par le sultan Hamengkubuwana IX incite les soldats à poursuivre la résistance à travers toute l'Indonésie[réf. souhaitée] et incite les Nations unies à faire pression sur les Pays-Bas afin qu'ils reconnaissent l'indépendance indonésienne. Les troupes néerlandaises cessent finalement le combat en juillet et en décembre les autorités reconnaissent l'indépendance de l'Indonésie. Lorsque le PDRI remet ses pouvoirs à Soekarno et Hatta, Nasution reprend sa position de Commandant adjoint à Sudirman.

### 1erpostede Chef d'état major de l'armée et l'Affaire du 17 octobre
En 1950, Nasution est nommé au poste de Chef d'état major de l'armée, en compagnie de TB Simatupang, en remplacement de Sudirman, et Commandant l'ABRI, Angkatan Bersenjata Republik Indonesia, nouvellement constituée.
En 1952, Nasution et Simatupang décident de mener une politique de restructuration et de réorganisation de l'ABRI. Selon cette politique, Nasution et Simatupang espéraient créer une armée numériquement plus faible, mais une armée dont on attendait qu'elle soit plus moderne et professionnelle. Mais le clivage des intérêts ne tarda pas à se manifester. Nasution et Simatupang, qui avaient tous deux été entrainés par le gouvernement colonial néerlandais souhaitaient renvoyer les soldats entrainés par les japonais et intégrer davantage de soldats issus de la même filière. Les troupes qui avaient été entrainées par les Japonais, emmenées par Bambang Supeno, commencèrent à protester contre cette politique.
Dans la mise en œuvre de cette politique, Nasution et Simatupang ont le soutien du Premier ministre Wilopo et du ministre de la défense Hamengkubuwana IX. Cependant, Supeno travaille à obtenir du soutien parmi les membres des partis d'opposition du Conseil représentatif du peuple (DPR). Les membres du DPR commencent à manifester leur désaccord sur la restructuration de l'ABRI. Nasution et Simatupang sont mécontents d'assister à ce qu'ils voient comme une ingérence des civils dans les affaires militaires.
Le 17 octobre 1952, Nasution et Simatupang mobilisent leurs troupes dans une démonstration de force. Protestant contre une intervention civile dans les affaires militaires, les troupes de Nasution et de Simatupang encerclent le palais présidentiel, les tourelles de leurs chars pointés en direction de celui-ci. Ils demandent à Soekarno de dissoudre le DPR. Pour cette démonstration, Nasution et Simatupang ont aussi mobilisé des protestataires civils. Soekarno sort du palais présidentiel et, en n'utilisant que ses célèbres talents oratoires, réussit à convaincre tant les soldats que les civils à s'en retourner. C'est la défaite de Nasution et Simatupang.
Nasution et Simatupang sont par la suite interrogés par le procureur général[réf. souhaitée] Suprapto. En décembre 1952, ils perdent tous les deux leur poste au sein de l'ABRI et sont radiés de l'armée.

### Principes de la guérilla
Pendant la période où il n'est par le chef du personnel de l'armée, Nasution écrit un livre titré Fundamentals of Guerilla Warfare (Principes de la guérilla). Ce livre est fondé sur l'expérience personnelle de Nasution, concernant le combat et l'organisation de guérilla, acquise durant de la guerre d'indépendance indonésienne. Originellement publié en 1953, il devient l'un des livres sur la tactique de guérilla les plus étudiés avec les travaux de Mao Zedong sur le même sujet.

### 2epostede Chef d'état major de l'armée et amplification du pouvoir de l'armée
Le 27 octobre 1955, après trois ans d'exil, Nasution est à nouveau nommé au poste de Chef d'état major de l'armée qu'il a déjà occupé précédemment.
Nasution commence immédiatement son travail sur la structure de l'armée en adoptant une triple approche.Sa première mesure est d'instaurer un système de tour de service. De cette façon les officiers peuvent être stationnés partout dans le pays et gagner en expérience. Cette approche devait également permettre de former des officiers plus professionnels et de diminuer le sentiment d'attachement personnel de ceux-ci à l'égard de leur région ou province d'origine. La deuxième mesure de Nasution fut de centraliser l'entrainement militaire. Toutes les méthodes d'entrainement des recrues devaient être uniformes au lieu d'être laissées à la discrétion des commandants régionaux. La troisième et plus importante mesure fut d'accroitre l'influence et le pouvoir de l'armée qui pourrait alors s'auto-gérer et ne plus dépendre des décisions prises par les civils. Nasution n'eut aucun problème pour appliquer les deux premières mesures, mais il dut attendre pour mettre en œuvre la dernière.

En 1957, Le président Soekarno avait commencé à introduire le concept de "démocratie dirigée" dans sa rhétorique, en réponse à son désenchantement vis-à-vis de la "démocratie libérale" que l'Indonésie avait adoptée depuis novembre 1945. En cela, il trouva un point d'accord avec Nasution et l'armée, qui n'avaient pas oublié l'ingérence, en 1952, du parlement dans ce qu'ils considéraient être « les affaires de l'armée ». Le 14 mars 1957, après avoir reçu la démission du Premier ministre Ali Sastroadmijojo et de son gouvernement, Soekarno déclara l'État d'urgence.
Non seulement ce geste marqua la fin de la limite au rôle cérémoniel assignée à la fonction présidentielle, mais il augmenta aussi l'influence et la puissance de l'armée, répondant aux espoirs de Nasution. Selon cet accord, les commandants régionaux acquirent le pouvoir de s'immiscer dans les affaires civiles, telles que l'économie et les questions administratives. Sous l'injonction de Soekarno lui-même, l'armée commença également à prendre un rôle politique, certains de ses membres occupant notamment des postes de ministres au sein du gouvernement, de gouverneurs de province et même de représentants au DPR. En décembre 1957, Nasution alla plus loin et augmenta le rôle de l'Armée en ordonnant aux officiers de s'emparer des compagnies néerlandaises récemment nationalisées. En plus d'augmenter le rôle de l'armée, cette action était aussi planifiée pour stopper l'influence du pouvoir grandissant du PKI.
En 1958, Nasution prononça un discours célèbre qui allait devenir la base de la « Dwinfugsi », doctrine adoptée pendant l'ère Soeharto par l'ABRI. S'exprimant à Magelang, Java central, Nasution déclara que l'ABRI devait adopter une voie moyenne dans son approche de la nation. Selon Nasution, l'ABRI ne devait pas être placé sous le contrôle des civils. Dans le même temps elle ne devait pas non plus dominer la nation, au point que le régime devienne une dictature militaire.

### La rébellion du Gouvernement révolutionnaire de la république d'Indonésie (PRRI)
À la fin 1956, des commandants régionaux de Sumatra demandent plus d'autonomie dans les provinces. Devant le refus du gouvernement central de faire droit à leurs revendications, ils se soulèvent. Début 1957, ils prennent par la force le contrôle du gouvernement à Sumatra. Le 15 février 1958, le lieutenant-colonel Ahmad Hussein proclame l'établissement d'un "Pemerintah Revolusioner Republik Indonesia" ou PRRI, poussant le gouvernement central de Jakarta à déployer des troupes.
En tant que chef d'état major, Nasution sera impliqué dans la mobilisation des moyens à destination de Sumatra. Cependant, ce sera son adjoint en second, le colonel Ahmad Yani qui se rendra célèbre en matant les insurgés.

### Retour à la Constitution de 1945
Le 5 juillet 1959, Soekarno promulgua un décret stipulant que l'Indonésie serait à nouveau régie par la constitution de 1945. Le système de la démocratie libérale devait disparaître, Soekarno devenant chef de gouvernement tout en conservant le rôle de chef de l'État. Nasution fut quant à lui nommé ministre de la Défense et de la Sécurité dans le gouvernement de Soekarno, restant néanmoins chef d'état-major de l'armée.

## Ère de la "Démocratie dirigée"

### Face à la corruption dans l'Armée
Depuis 1956, Nasution tentait de juguler la corruption au sein de l'Armée. Mais le retour à la Constitution de 1945, semblait avoir renouvelé sa détermination à ce sujet. Selon lui, l'Armée devait être un exemple pour le reste de la société. Peu de temps après le décret du 5 juillet, Nasution envoya le brigadier général Sungkono afin d'enquêter sur les magouilles financières du Kodam IV/Diponegoro et de celle de son commandant, le colonel Soeharto.
Les résultats obtenus par Sungkono révélèrent que, durant son affectation en tant que Commandant régional, Soeharto avait mis en place des fondations destinées à aider les habitants locaux. Cependant, ces fondations étaient financées par des prélèvements (au lieu de dons) auprès des industries de production et de services. Soeharto était aussi impliqué dans du troc illégal. Il avait notamment troqué du sucre contre du riz avec la Thaïlande.
Nasution souhaitait prendre des mesures contre Soeharto et a effectivement envisagé son expulsion de l'Armée. Cependant, Gatot Subroto, le Chef d'état major adjoint de l'Armée intervint. Gatot avait pris Soeharto sous son aile lorsqu'il était commandant du Kodam IV/Diponegoro et avait pu remarquer ses talents. Gatot demanda à Nasution de ne pas expulser Soeharto parce que ses talents étaient de ceux qui pourraient être utilisés ultérieurement. Nasution suivit le conseil de Gatot. Il se contenta de le relever de son commandement et de le sanctionner en l'envoyant à l'école militaire de l'état-major de l'armée de terre (Sekolah Staf Komando Angkatan Darat ou SESKOAD).

### LaNouvelle-Guinée occidentale
Au cours de la lutte pour l'indépendance, Soekarno a toujours considéré que la Nouvelle-Guinée occidentale, qu'il appelait "Irian", faisait partie intégrante de l'Indonésie. Lorsque les Pays-Bas reconnurent finalement l'indépendance de l'Indonésie, la Nouvelle-Guinée occidentale demeura, elle, une colonie néerlandaise. Soekarno ne s'avoua pas vaincu et continua de faire pression, notamment aux Nations unies et lors de la conférence de Bandung où les nations présentes promirent de soutenir la demande de l'Indonésie, pour que cette entité soit politiquement rattachée à l'Indonésie. Les hollandais continuèrent de se montrer inflexibles. En 1960, Soekarno perdit patience. En juillet, il réunit ses plus proches conseillers, y compris Nasution et il fut décidé que l'Indonésie affronterait les Pays-Bas à propos de la souveraineté sur la Nouvelle-Guinée occidentale.
Au cours de la préparation de cette campagne, Nasution se tourne vers Soeharto, qui en novembre 1960, termine sa formation au Seskoad. Soeharto, alors brigadier général, fut chargé par Nasution de créer une force stratégique,
qui se tiendrait en réserve, se tenant prête à être appelé a tout instant et, en mars 1961, une "réserve générale de l'armée de terre" (Cadangan Umum Angkatan Darat ou CADUAD) fut créée, et Soeharto nommé à sa tête. En 1963, la CADUAD change son nom en Kostrad (Komando Cadangan Strategis Angkatan Darat ou "commandement des réserves stratégiques de l'armée de terre").
Au début de 1962, Nasution et Yani étaient les commandants suprêmes de la soi-disant Libération de l'Irian Occidental, avec Soharto stationné en Indonésie orientale, comme Commandant sur le terrain.

### Rivalité avec lePKIet division avec Yani
À cette période, Soekarno commençait à voir le PKI, et non plus l'armée, comme son allié politique principal. Bien qu'il ait fixé l'Indonésie en position de non-aligné au cours de la Guerre froide, le soutien apporté par les États-Unis à l'insurrection du PRRI incita Soekarno à adopter une position anti-américaine. Ainsi, il trouva auprès du PKI un allié naturel. Pour le PKI, une alliance avec Soekarno
ne constituait qu'un supplément à leur dynamique politique puisque leur influence continuait de s'accroitre dans la politique indonésienne. En avril 1962, Soekarno forma un nouveau gouvernement, Le dirigeant du PKI, DN Aidit et le vice-président Njoto furent nommés ministres.
Nasution se méfiait de l'influence du PKI sur Soekarno et en retour, Soekarno savait que Nasution n'appréciait pas l'influence du PKI et agissait en sorte de fragiliser son pouvoir. En juillet 1962, Soekarno réorganisa la structure de l'ABRI. Le statut des chefs des forces armées serait alors réévalués de "Chief of Staff" à "Commander". En tant que "commanders", les chefs des forces armées disposeraient de plus de pouvoir et relèveraient uniquement de Soekarno en tant que Commandant suprême de l'ABRI. Pour assister Soekarno dans cette fonction, il y aurait un chef d'état major de l'ABRI. Soekarno désigna Nasution à ce poste et nomma Yani comme Commandant de l'Armée. Ce faisant, Soekarno réduisit les pouvoirs de Nasution car le Chef d'état major de l'ABRI n'était chargé que des problèmes administratifs et n'avait aucune compétence concernant la gestion des troupes.
Désormais démuni de pouvoirs, Nasution commença à réfléchir sur les autres moyens de faire cesser la progression du PKI. Le moment propice se présenta en mai 1963, à la session générale de l'Assemblée délibérative du peuple (MPRS). Au cours de la session plénière, Nasution disposait du Parti national indonésien (PNI) de Soekarno, de même que la présence des membres de l'armée pour soutenir la motion que soit institué président à vie. Le raisonnement sous-jacent était que Soekarno devenu président à vie, il n'y aurait plus d'élections, et que sans élections, le PKI ne pourrait prendre le pouvoir, quelle que soit l'influence qu'il parviendrait à s'octroyer dans le futur. La motion fut adoptée et Soekarno devint président à vie.
Nasution commença rapidement à montrer de l'hostilité envers Yani. Nasution et Yani étaient tous deux anti-communistes. Mais leur attitude face à Soekarno était différente. Nasution était critique vis-à-vis du soutien apporté par Soekarno au PKI. Alors que Yani, un « loyaliste » adopta une position plus modérée. Nasution critiqua l'attitude de Yani et l'entente entre les deux officiers cessa. Pour aggraver davantage le problème, Yani commença à remplacer certains Commandants Régionaux proches de Nasution par d'autres de son choix.
Le 13 janvier 1965, une délégation d'officiers représentant Nasution et Yani se rencontra pour une tentative de réconciliation entre les deux officiers. La rencontre ne réussit pas dans sa tentative d'écarter Yani de Soekarno. Mais ils s'accordèrent pour organiser des réunions durant lesquelles les militaires pourraient s'entretenir du climat politique et du rôle de l'Armée en politique.
L'année s'avançant, un curieux document fut découvert, dénommé Document Gilchrist. Il mentionne notamment "nos amis militaires locaux", et la suspicion se porta immédiatement sur l'armée de tenter un coup d'État. Bien que Yani fut prompt à démentir ces allégations, le PKI lança une campagne de dénigrement, affirmant que le conseil des généraux projetaient de renverser le président. Comme officiers les plus anciens de l'Armée, Nasution et Yani furent impliqués comme ayant pris part à ce complot.

## G30Set transition vers l'Ordre Nouveau

### Occasion manquée
Bien que Soeharto ait été l'homme de l'heure le 1er octobre, nombre d'autres officiers de l'Armée continuaient de se soumettre à l'autorité de Nasution et avaient espéré qu'il prendrait effectivement le contrôle de la situation. Cependant, Nasution semblait indécis et lentement mais sûrement les soutiens commencèrent à s'en démarquer.
Peut-être la raison était-elle qu'il éprouvait toujours à juste titre un profond chagrin pour sa fille, Ade Irma, qui mourut le 6 octobre.
Dans les premières semaines qui suivirent le G30S, Nasution fut celui qui fit constamment pression sur Soekarno afin que Soeharto soit nommé Commandant de l'armée de terre[réf. souhaitée]. Soekarno, qui, après le 1er octobre souhaitait garder Pranoto, avait initialement nommé Soeharto simplement commandant du Kopkamtib, mais à la suite des pressions constantes exercées par Nasution, il fut finalement convaincu et le 14 octobre 1965, nomma Soeharto Commandant de l'armée de terre.
Une opportunité en or se présenta à Nasution en décembre 1965 lors de discussions évoquant sa nomination à la vice-présidence pour assister Soekarno en ces temps troublés. Nasution n'en profita pas et choisit de ne rien faire. Soeharto, dont l'ascendant politique allait croissant, prit l'initiative au début 1966 en déclarant que rien ne nécessitait d'attribuer la vice-présidence restée vacante.
Le 24 février 1966, Nasution perdit son poste de ministre de la Défense et de la Sécurité au cours d'un remaniement ministériel. Le poste de Chef d'état major de l'ABRI fut également supprimé.
À ce stade, les espoirs de voir Nasution faire quelque chose s'étaient éteints, puisque les officiers de l'Armée et les mouvements étudiants avaient rallié Soeharto. Néanmoins, il continua d'être une figure respectée puisque de nombreux officiers lui rendirent visite dans les jours qui ont précédé la tenue du Supersemar. En fait, alors que Soeharto était sur le point de se rendre au quartier général du Kostrad pour y attendre la remise du Supersemar, il appela Nasution pour lui demander sa bénédiction. Son épouse le fit au nom de son mari absent.
Le sens politique de Nasution semble lui être revenu après que Soeharto a reçu le Supersemar. Il fut sans doute le premier à réaliser que le Supersemar donnait non seulement à Soeharto les pouvoirs d’exception, mais également lui accordait le contrôle exécutif. Le 12 mars 1966, après que Soeharto eut interdit le PKI, Nasution lui suggéra de former un gouvernement d'urgence. Soeharto, encore prudent à propos de ce qu'il pouvait faire ou ne pas faire de ses nouveaux pouvoirs répondit que la formation du gouvernement était du ressort du président. Nasution encouragea Soeharto, lui promettant son soutien absolu. Mais Soeharto ne répondit pas et la conversation se termina abruptement.

### Président de laMPRS
Grâce à ses nouveaux pouvoirs, Soeharto commença à purger le gouvernement de ce qu'il percevait être une influence communiste. Après l'arrestation de 15 membres du cabinet ministériel le 18 mars 1966, Soeharto se préoccupa du MPRS, excluant les membres considérés comme des sympathisants communistes et les remplaçant par d'autres membres plus proches de la cause des militaires. Au cours de la purge, la MPRS perdit également son président, Chaerul Saleh (en) et il n'y avait aucune nécessité de remplacer le poste vacant.
Nasution fut choisi par une majorité écrasante issue de toutes les factions du MPRS, comme candidat au poste de président de cette assemblée. Cependant, celui-ci attendit que Soeharto soutienne sa nomination avant de l'accepter.

Le 20 juin, la session plénière du MPRS de 1966 s'ouvrit. Nasution fixa le Supersemar comme priorité à la liste de l'agenda en pénétrant dans le Hall de l'Assemblée avec la version authentique du document. Le jour suivant, le 21 juin, le MPRS ratifia le Supersemar, rendant illégal son abrogation par Soekarno. Le 22 juin, Soekarno prononça, devant l'assemblée, un discours intitulé Nawaksara (neuf points). 
 Le MPRS devait refuser de ratifier ce discours.
Pendant les deux semaines qui suivirent, Nasution présida une session plénière du MPRS très active. Sous son autorité, le MPRS prit des mesures telles que le bannissement du marxisme-léninisme, l'abrogation de Présidence à vie de Soekarno, et ordonna que des élections législatives soit tenues en juillet 1968. Le MPRS accrut également les pouvoirs détenus par Soeharto en lui enjoignant officiellement de former un nouveau gouvernement. Un amendement constitutionnel fut également adopté stipulant qu'au cas où le président serait dans l'impossibilité de remplir ses fonctions, il serait remplacé par le détenteur du Supersemar et non par le vice-président.
Dans le courant de 1966, Soekarno était de plus en plus sur le défensive et sa popularité à son plus bas niveau. Soeharto, sachant la victoire politique proche, joua le rôle du Javanais poli lui tenant constamment des propos rassurants et le défendant contre ses détracteurs. Les autres généraux tels que Nasution ne furent pas aussi indulgents; vers la fin de l'année, Nasution déclara que Soekarno devait être tenu responsable pour la sinistre situation dans laquelle le gouvernement avait laissé l'Indonésie. Nasution demanda également que Soekarno soit poursuivi en justice.
Le 10 janvier 1967, Nasution et le MPRS se réunirent à nouveau alors que Soekarno soumettait son rapport (il donna toutefois pas lecture en personne sous forme de discours) dont on espérait qu'il évoquerait finalement la question du G30S. Intitulé Nawaksara Supplementary, le rapport mentionnait l'insistance de Soekarno à appeler le G30S le mouvement du 1er octobre (Gestok). À propos du G30S, Sukarno déclara que le PKI avait fait une grosse erreur le matin du 1er octobre mais ajouta également que les événements étaient dus à la sournoiserie des néo-colonialistes. Dans une pique subtile à destination de Nasution, Soekarno ajouta que s'il devait être blâmé pour le G30S, le ministre de la Défense et de la Sécurité de l'époque devait l'être aussi pour ne pas avoir vu le G30S arriver, ni su l'arrêter avant qu'il ne se produise. Le rapport fut de nouveau rejeté par le MPRS.
En février 1967, le DPR convoqua une session spéciale du MPRS pour destituer Sukarno de la présidence, en faveur de Suharto. Soekarno semblait résigné à son sort, transférant officiellement le contrôle gouvernemental des affaires courantes à Soeharto le 22 février 1967 et lui demandant de se référer à lui seulement en cas de nécessité. Finalement le 12 mars 1967, Soekarno fut officiellement écarté du pouvoir par le MPRS. Nasution reçut la prestation de serment de Soeharto en tant que président en exercice.
Un an plus tard, 27 mars 1968, Nasution présida à l'élection de Soeharto et son investiture comme président officiel.

## Durant l'Ordre Nouveau

### Détérioration des relations Soeharto et chute
Malgré l'aide dispensée par Nasution dans son ascension vers le pouvoir, Soeharto perçut celui-ci comme un rival et commença immédiatement à œuvrer à sa destitution. En 1969, Nasution fut interdit de parole au Seskoad et à l'AKABRI[réf. souhaitée]. En 1971, Nasution fut soudainement déchargé de ses obligations service, à l'âge de 53 ans, et deux ans avant l'âge prévu de la retraite, 55 ans. Nasution perdit également son siège de président du MPR, en 1972, remplacé par Idham Chalid, élu par les représentants issus des Législatives de 1971.
La chute brutale de Nasution se vit attribué le surnom de Gelandangan Politik (Clochardisation Politique).

### Opposition au régime de l'Ordre Nouveau
Une fois écarté du pouvoir, Nasution se transforma en opposant politique au régime du Nouvel ordre.
Vers la fin des années 1970, le régime de Soeharto s'était transformé, de populaire, il était devenu autoritaire et corrompu. De nombreuses voix commencèrent alors à s'élever et à critiquer le régime. Après les élections législatives de 1977, soupçonnées d'avoir été l'objet de fraudes électorales de la part du parti Golkar de Suharto, Nasution déclara qu'il existait une crise dans la direction de l'Ordre nouveau.
En juillet 1978, en compagnie de l'ancien vice-président Hatta, Nasution fonda la Yayasan Lembaga Kesadaran Berkonstitusi ou (YLKB), Institut pour la Conscience Constitutionnelle. Le gouvernement réagit rapidement et interdit la première réunion de l'organisation en janvier 1979. Nasution et la YLKB ne baissèrent pas les bras et en août 1979 s'arrangèrent pour organiser un meeting dans lequel les membres du DPR furent admis. De manière significative, des membres de l'ABRI assistèrent à la réunion. Au cours de celle-ci, Nasution critiqua l'Ordre Nouveau, l'accusant de ne n'appliquer totalementni le Pancasila ni la Constitution de 1945. Suharto ne prit pas les critiques à la légère. Le 27 mars 1980, lors d'une réunion de l'ABRI, Suhrto déclara que les membres de l'ABRI devaient se tenir prêt à défendre leur siège au DPR et qu'ils devaient eux-mêmes s'aligner avec les forces favorables à Pancasila et la constitution de 1945, comme le Golkar. Il persévéra sur ce point lors d'un nouveau discours le 16 avril 1980, à l'occasion d'un anniversaire de Kopassus. Suharto ni les accusations de corruption et affirma que s'il y était contraint, il kidnapperait les membres du MPR si ça devait empêcher la majorité des deux tiers requise pour modifier la constitution.
Nasution décida alors que l'opposition au régime devait constituer un geste fort. Il rassembla des éléments de l'ABRI mécontents du régime Soeharto tel l'ancien gouverneur de Jakarta, Ali Sadikin, l'ancien chef de la police, Hugeng Imam Santoso, et l'ancien vice-chef d'état-major de l'armée de terre Yasin. Les anciens Premier ministre Mohammed Natsir (en) et Burhanuddin Harahap de même que le dirigeant du PDRI Syarifuddin Prawiranegara les rejoignirent. Accompagné de nombreux autres grands noms de la critique du gouvernement, ils signèrent une pétition qui devait être connue sous le nom de Petisi 50 (la pétition des cinquante). Ainsi désignée car elle comportait cinquante signataires.
La pétition est signée le 5 mai 1980 et remise au DPR le 13 mai 1980. Elle appelle Soeharto à cesser d'interprêter le Pancasila pour parvenir à ses fins et l'ABRI à rester neutre et non à favoriser le Golkar. Le DPR, particulièrement les membres du Partai Persatuan Pembangunan (PPP) et ceux du Partai Demokrasi Indonesia prirent la pétition au sérieux et demandèrent à Suhrto de traiter le sujet. Soeharto répondit dans ses discours du 27 mars 1980 et du 16 avril 1980 constituaient une réponse suffisante. Suharto ajouta qu'en cas d'éventuel problème quelconque, le DPR pouvait déposer une motion pour une enquête spéciale. Les membres du PPP et du PDI s'en tinrent là, sachant bien que leur motion serait battue par la domination du Golkar. Pour les signataires de la pétition tels que Nasution, Soeharto imposa des interdictions de voyager, et rendit leurs affaires plus difficiles, de sorte que les conditions de vie des signataires de la pétition deviennent pénibles.

### Réconciliation

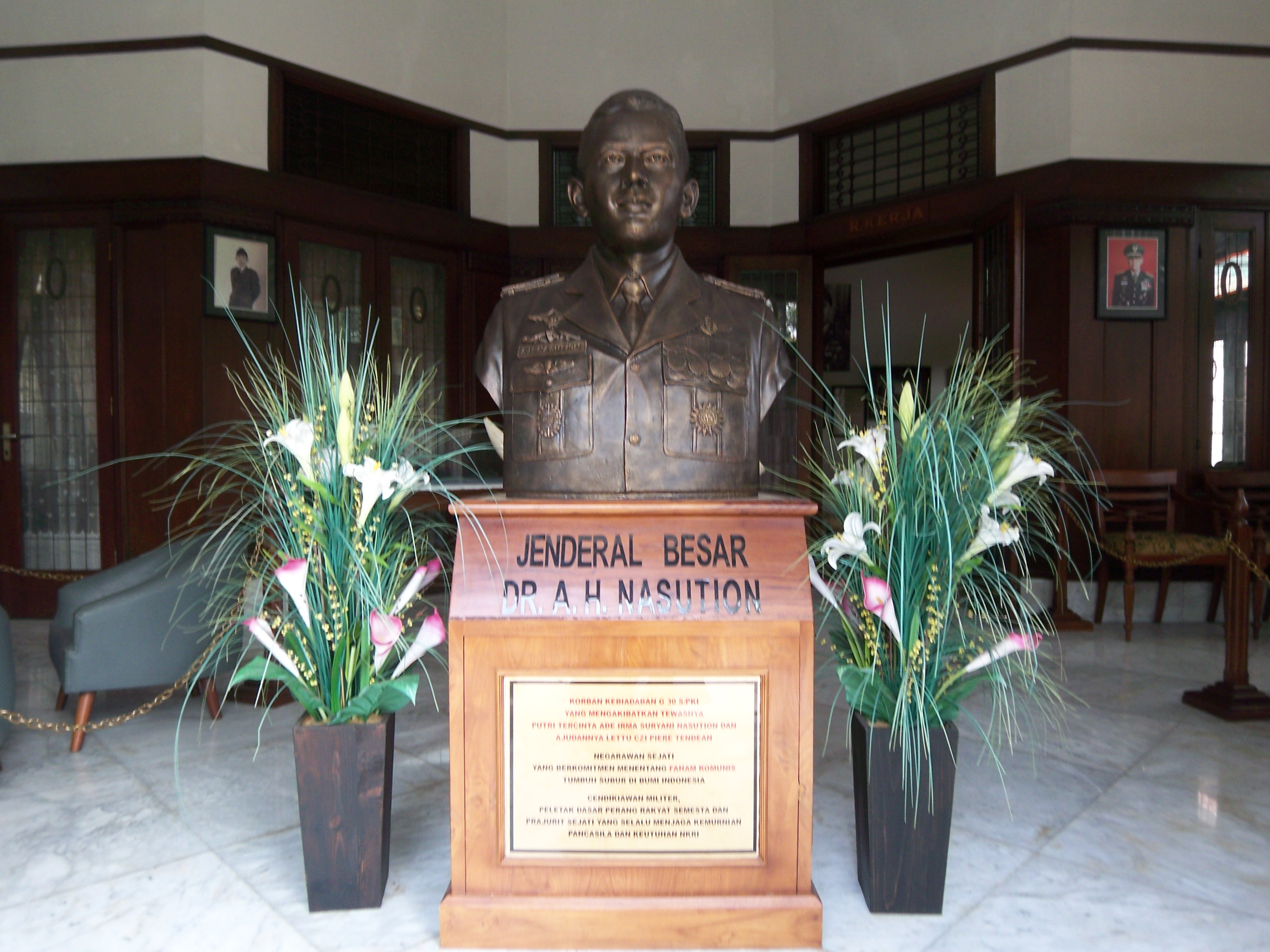
Buste de Nasution au musée Jenderal Besar DR. Abdul Haris Nasution.

Au début des années 1990, Soeharto lance une politique d'ouverture et l'application des mesures de rétorsion vis-à-vis des signataires de la Petisi 50 se relâche. En juin 1993, lors d'un séjour hospitalier, il reçoit la visite de dignitaires de l'armée. Nasution reçoit la visite de BJ Habibie, alors ministre de la technologie de Soeharto. Habibie invite alors Nasution et les autres signataires à visiter le chantier et l'usine aéronautique placée sous sa tutelle. Le gouvernement affirme également que bien qu’une interdiction de voyager visât les signataires de la pétition des 50, ces restrictions ne s'appliquent pas à Nasution. Pour sa part, Nasution nie critiquer le gouvernement, préférant parler de « différence d'opinion ».
Finalement, en juillet 1993, Soeharto invite Nasution au palais présidentiel pour une réunion. Celle-ci est suivie d'une autre rencontre le 18 août 1993, après la célébration du jour anniversaire de l'indépendance du pays.On ne parla pas de politique, mais il était clair que les deux hommes tenaient à réconcilier leurs divergences. Dans un entretien datant de 1995, Nasution encourage l'Indonésie à suivre un processus de réconciliation en vue d'unir la nation sous le commandement de Soeharto.
Le 5 octobre 1997, à l'occasion de l'anniversaire de l'ABRI, Nasution se voit délivrer le grade honoraire de Jenderal Besar (en), une distinction qu'il partage seulement avec Soeharto et Sudirman.